# 東四十条駅
東四十条駅（とうしじゅうじょう-えき）は、中華人民共和国北京市東城区に位置する北京地下鉄2号線の駅。

## 歴史
- 1984年9月20日：2号線の駅として開業。
- 2023年11月25日：駅改造工事の為、当駅閉鎖[1][2]。
- 2024年2月28日：再開業[3]。
- 2024年12月15日：3号線の開業により、乗り換え駅となる[4]。

## 駅構造

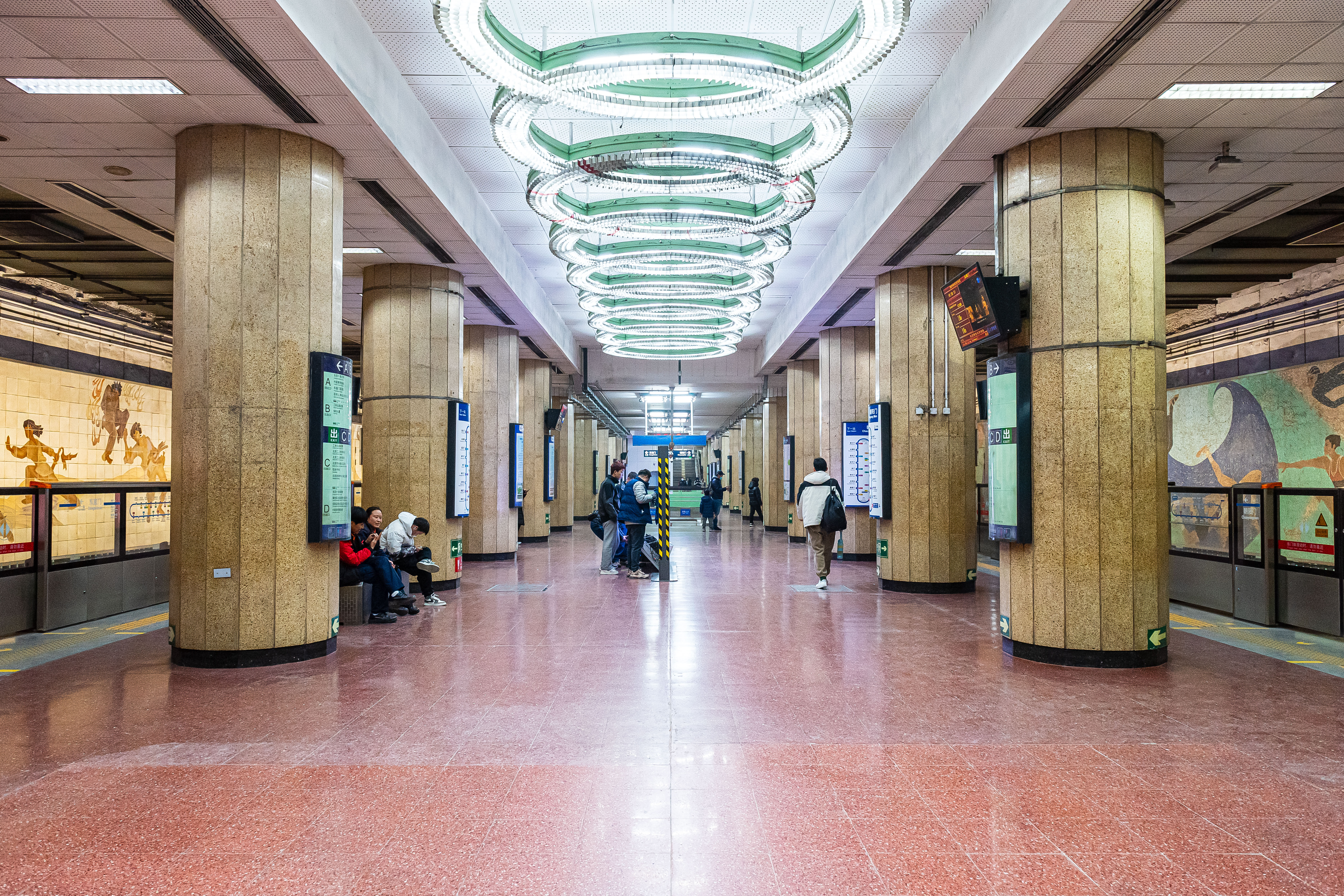
2号線ホーム

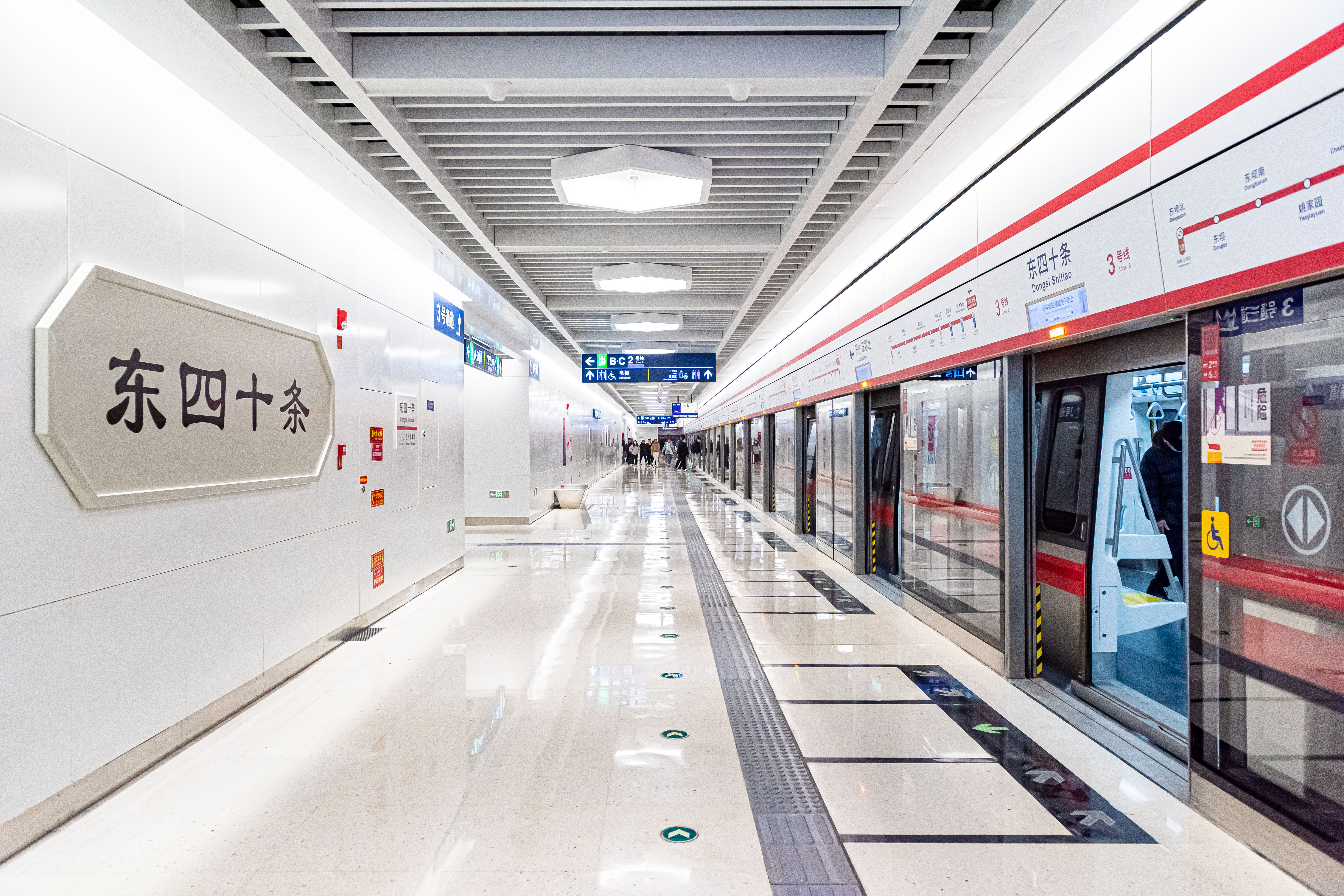
3号線ホーム

島式ホーム1面2線の地下駅。保安用としてホーム上に可動式ホーム柵を有する。ホーム上の壁面全体にはスポーツをモチーフとした絵画が展示されている、外回りの壁には《华夏雄风》、内回りの壁には《走向世界》の題目がある。出口はA～Dの4箇所ある。

### のりば
案内上ののりば番号は設定されていない。
| 2号線ホーム | ←2号線内回り 朝陽門方面 |
| 2号線ホーム | 島式ホーム              |
| 2号線ホーム | 2号線外回り 東直門方面→ |
| 3号線ホーム | ←3号線 当駅止まり       |
| 3号線ホーム | 島式ホーム              |
| 3号線ホーム | 3号線 工人体育场方面→   |

### 未使用ホーム（現在3号線のロビー）

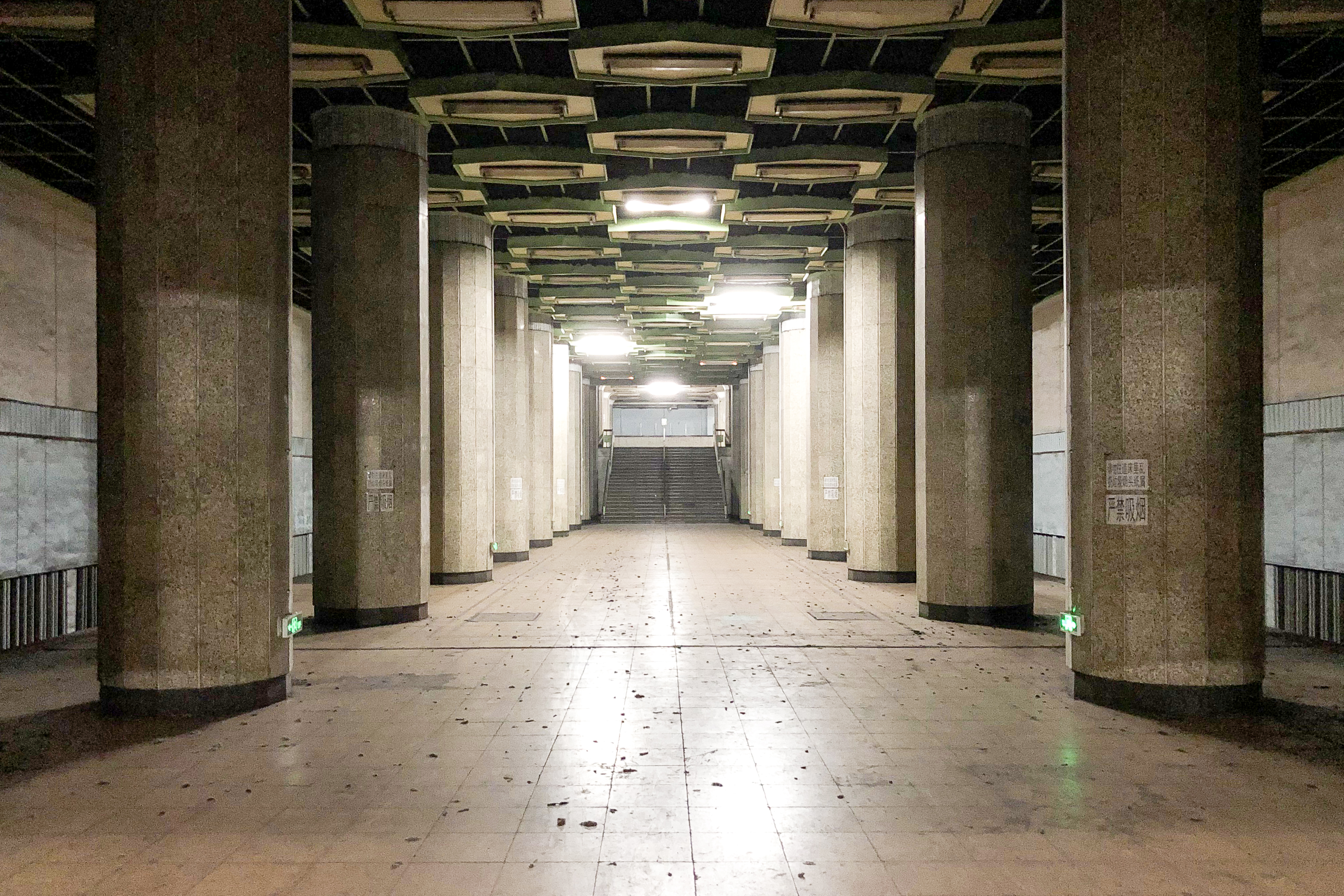
改修前の3号線専用ホーム

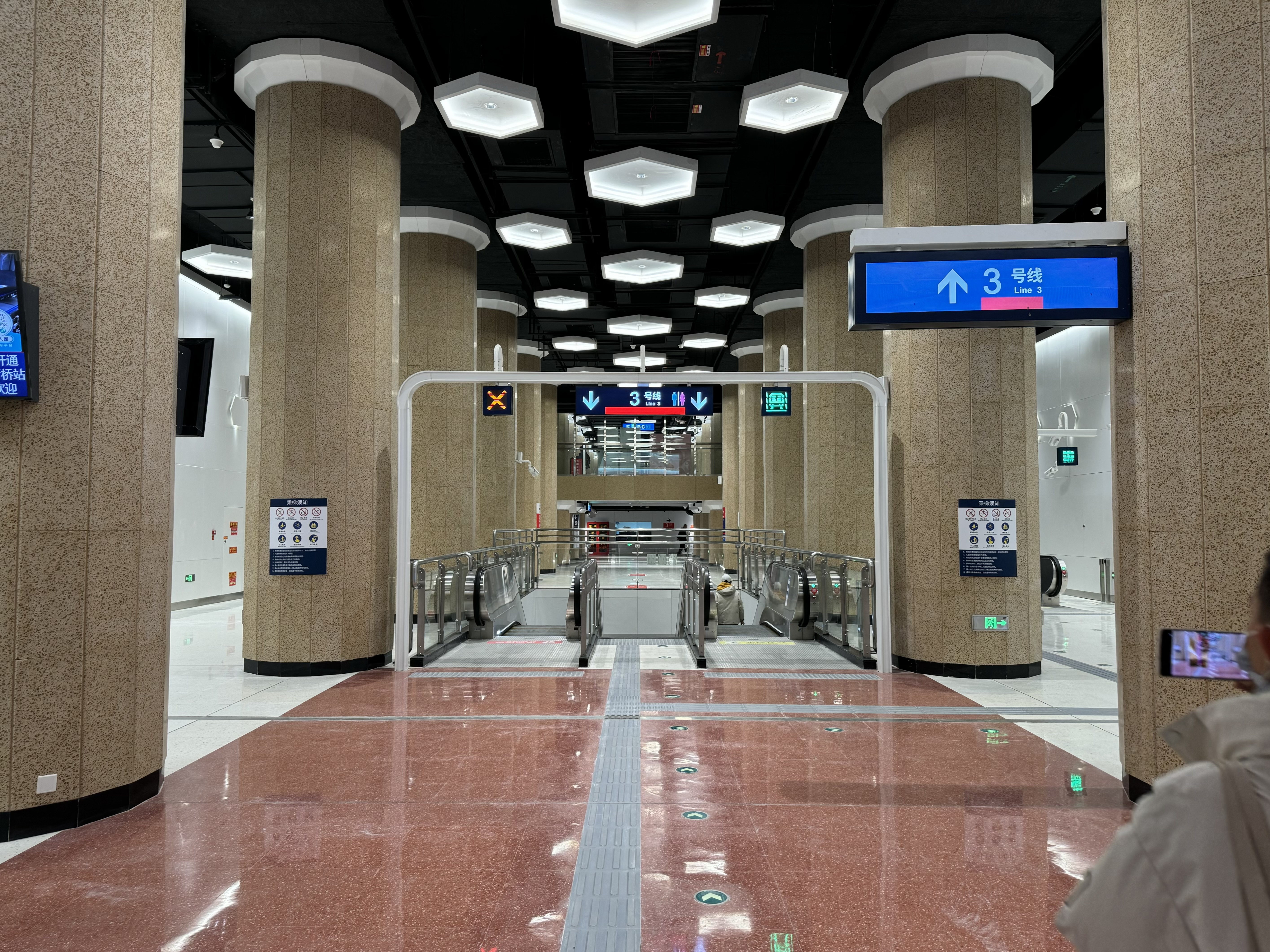
改修後の3号線専用ホーム

2号線のホームの下の階に3号線用として建設されたホームがある。東四十条駅の建設時に完成したものであるが、3号線の建設計画の変更により使用中止され、長期間使用していない。2号線ホームにある未使用ホームへの入口には簡易的な柵しか設けられておらず警備員もいないので、利用客が好奇心で未使用ホームに侵入することがあった。未使用ホームは非常に広く、1980年代には東四条駅は北京十大建築に入るほどであった。
未使用ホームは城市軌道交通列車車型のBタイプ6両が停車できる前提で設計されているが、2016年に3号線建設が再始動した時にはAタイプ8両の車両を導入することが決定したため、ホームの規格と不適合となった。その為、未使用ホームはコンコースとして改装し、3号線ホームは別に新しく建設することにした。

## 利用状況
近隣に北京工人体育場があるため、北京中赫国安足球倶楽部の試合が行われる際は当駅としての利用客数はピークを迎える。

## 駅周辺
- 保利大厦
- 新保利大厦（中国語版）
- 保利刷院（中国語版）
- 万泰北海大厦
- 港澳中心
- 新中大厦
- 中国中医科学院（中国語版）
- 東直門病院
- 中国交通報社
- 東城区少年宮
- 中国青年報社
- 中華人民共和国文化部
- 中華人民共和国外交部
- 北京工人体育場
- 北京工人体育館
- 北京市第五十五中学
- 北京市第六十一中学
- 北京市第八十五中学
- 北京市第一六三中学

## 隣の駅
北京地下鉄
 2号線
朝陽門駅 - 東四十条駅 - 東直門駅
 3号線
東四十条駅 - 工人体育場駅